# Сараев, Павел Викторович
Павел Викторович Сараев (род. 14 ноября 1978 года, Липецк) — российский учёный и преподаватель. Ректор Липецкого государственного технического университета (с 2019). Доктор технических наук (2013). Доцент.

## Биография
Павел Викторович Сараев родился 14 ноября 1978 года в Липецке.
В 1995 году завершил обучение в средней образовательной школе № 2 города Липецка, удостоен золотой медали. Успешно зачислен и прошёл обучение в Липецком государственном техническом университете на специальности «Прикладная математика». Получив диплом о высшем образовании с отличием в 2000 году, поступил в аспирантуру Липецкого государственного технического университета, а в 2003 году защитил диссертацию на соискание ученой степени кандидата технических наук.
С 2000 по 2006 годы осуществлял трудовую деятельность инженером-программистом в Липецком филиале ОАО «ЦентрТелеком». С 2006 года стал работать доцентом на кафедре прикладной математики. В 2007 году являлся заместителем, а в 2008 году — секретарем приемной комиссии факультета автоматизации и информатики. В 2008 году был назначен руководителем пунктов проведения Единого государственного экзамена в Липецкой области. В октябре 2008 года являлся ученым секретарем организационного комитета V Всероссийской школы-семинара молодых ученых «Управление большими системами», в мае 2012 года — заместителем председателя организационного комитета IX Всероссийской школы-семинара молодых ученых «Управление большими системами».
В 2010 году избран деканом факультета автоматизации и информатики Липецкого государственного технического университета. В 2013 году успешно защитил диссертацию на соискание ученой степени доктора технических наук по специальности «Математическое моделирование, численные методы и комплексы программ». С 2014 года работал заведующим кафедрой автоматизированных систем управления. Читал лекционные курсы по дисциплинам «Интеллектуальные системы», «Методы машинного обучения», «Математическое программирование». Имеет 25 свидетельств на регистрацию программ. Является автором более 200 научных и учебно-методических работ.
С 2016 года являлся членом экспертного совета по управлению, вычислительной технике и информатики Высшей аттестационной комиссии при Министерстве образования и науки Российской Федерации.
В декабре 2018 года избран большинством голосов ректором Липецкого государственного технического университета. Срок полномочий определён на пять лет. В должности утверждён 19 апреля 2019 года.

## Санкции
6 марта 2022 года после вторжения России на Украину подписал письмо в поддержу российской агрессии. С 9 июня 2022 года находится под персональными санкциями Украины за поддержку войны. Также был внесён ФБК в список коррупционеров и разжигателей войны за поддержку нападения на Украину, 16 марта 2022 года форумом свободной России внесён в «Список Путина» и доклад «поджигателей войны» с предложением введения против него международных санкций.